# Stermaszt
Stermaszt (krojcmaszt) – ostatni maszt na żaglowcach minimum trzymasztowych, pod warunkiem, że znajduje się na nim ożaglowanie rejowe. Ożaglowanie to może zajmować cały maszt lub tylko wyższe piętra żagli, współdzieląc lub oddając niższe piętra ożaglowaniu skośnemu. Stermaszt występuje wyłącznie na żaglowcach typu fregata.
Najniższa reja tego masztu to sterreja, żagiel na niej podnoszony (o ile istnieje - zwykle nie) to sterżagiel. Żagiel gaflowy podnoszony na tylnym maszcie fregaty to bezan (żagiel). Ponieważ zwykle na fregacie w ogóle nie podnosi rejowego sterżagla, żagiel gaflowy bywa nazwany nie bezanem, a sterżaglem. Na Darze Pomorza i Darze Młodzieży ostatni maszt nazywany jest kreuz(maszt), a jego najniższa reja (nie ma na niej żagla) to bagenreja.
Odpowiednikiem stermasztu dla masztu z ożaglowaniem całkowicie skośnym jest bezanmaszt, natomiast na brygu, który jest żaglowcem rejowym, ale tylko dwumasztowym, tylny maszt nazywany jest grotmasztem.